# ジュヌヴィエーヴ (小惑星)
ジュヌヴィエーヴ (1237 Genevieve) は小惑星帯にある小惑星。ギィ・レースがアルジェのブーザレアー天文台で発見した。
発見者レースの長女に因んで名付けられた。